# ISimangaliso våtmarkspark
iSimangaliso våtmarkspark, före november 2007 kallat Greater St. Lucia våtmarkspark, är ett våtmarksreservat som ligger på KwaZulu-Natals östkust i Sydafrika omkring 275 km norr om Durban. Namnet på Zulu betyder ungefär underverk.
Naturskyddsområdet sträcker sig från gränsen till Moçambique i norr och längs kusten 280 km ner till iSimangalisos flodmynning, totalt är området 3 280 km² ofördärvat ekosystem, skött av Ezemvelo KZN Wildlife. Området består av St Lucia jaktreservat, False Bay park, iSimangaliso marina reservat, Sodwana Bay nationalpark, Maputaland marina reservat, Cape Vidal, Ozabeni, Mfabeni, Tewate vilddjursområde och Mkuze jaktreservat.
iSimangaliso våtmarkspark ingår också i våtmarksskyddet enligt Ramsarkonventionen (Konvention om våtmarker av internationell betydelse, i synnerhet såsom livsmiljö för våtmarksfåglar) sedan den 2 oktober 1986 med referensnummer 345.
Våtmarkerna utgörs av ett saltvattenssystem bestående av fem olika ekosystem. Vart och ett av ekosystemen är i sig helt självständigt men de är alla helt integrerade med varandra. De fem ekosystemen i området är:
- Det marina systemet - karakteriserat av den varma Indiska Oceanen med såväl det sydligaste korallrevet i Afrika som undervattenskanjoner och långa sandstränder.
- Östra stränderna - ett kustnära sanddynssystem bestående av höga linjära sanddyner och subtropisk skog, grässlätter och våtmarker.
- Sjösystemet - med de två flodmynningslänkade sjöarna iSimangaliso och Kosi samt de fyra större sötvattensjöarna Sibaya, Ngobezeleni, Bhangazi norra och Bhangazi södra.
- Träskmarkerna Mkhuze och Umfolozi - med träskmarkskog och vidsträckta sumpmarker med vass och papyrus.
- Västra stränderna - med de antika kustlinjeterrasserna och torr savannskog.

## Historia
iSimangaliso var känd som St. Lucia och hette ursprungligen "Rio de la Medaos do Oura", döpt 1554 av överlevande från det portugisiska skeppet Saint Benedict. Vid denna tid var Tugelaflodens mynning känd som St. Lucia. 1575 fick Tugelafloden sitt namn. 13 december 1575 på dagen för firandet av Sankta Lucia, ändrade Menual Peresterello namnet på området till "Santa Lucia". Floden som mynnar ut vid St Lucia heter dock Mfolozi, och Tugelas mynning ligger mer än 100 km söderut.
1822 St. Lucia förklarades av britterna som småstad av
1895 St. Lucia Game Reserve grundades (30 km norr om staden)
1971 Sattes sjön St. Lucia, sköldpaddsstränderna och korallreven i Maputaland upp på den så kallade Ramsarlistan över våtmarker av internationell betydelse
I december 1999 sattes Greater St. Lucia våtmarksområde upp på Unescos Världsarvslista.
Den 1 november 2007 Greater St Lucia bytte namn iSimangaliso och det nya namnet var registrerat i UNESCOs Världsarvslista

## Kuriosa
- I parken lever 1 200 nilkrokodiler och 800 flodhästar.